# 1456

## Събития
- Християнска победа в битката за Белград.

## Починали
- 11 август – Янош Хуняди, унгарски държавник
- Франческо II Акциайоли – последен херцог на Атина